# ایستگاه متروی هندون مرکزی
ایستگاه متروی هندون مرکزی (انگلیسی: Hendon Central tube station) یکی از ایستگاه‌های خط شمالی متروی لندن است.
این ایستگاه که در ناحیه هندون قرار دارد در سال ۱۹۲۳ میلادی تأسیس شده است.

## نگارخانه

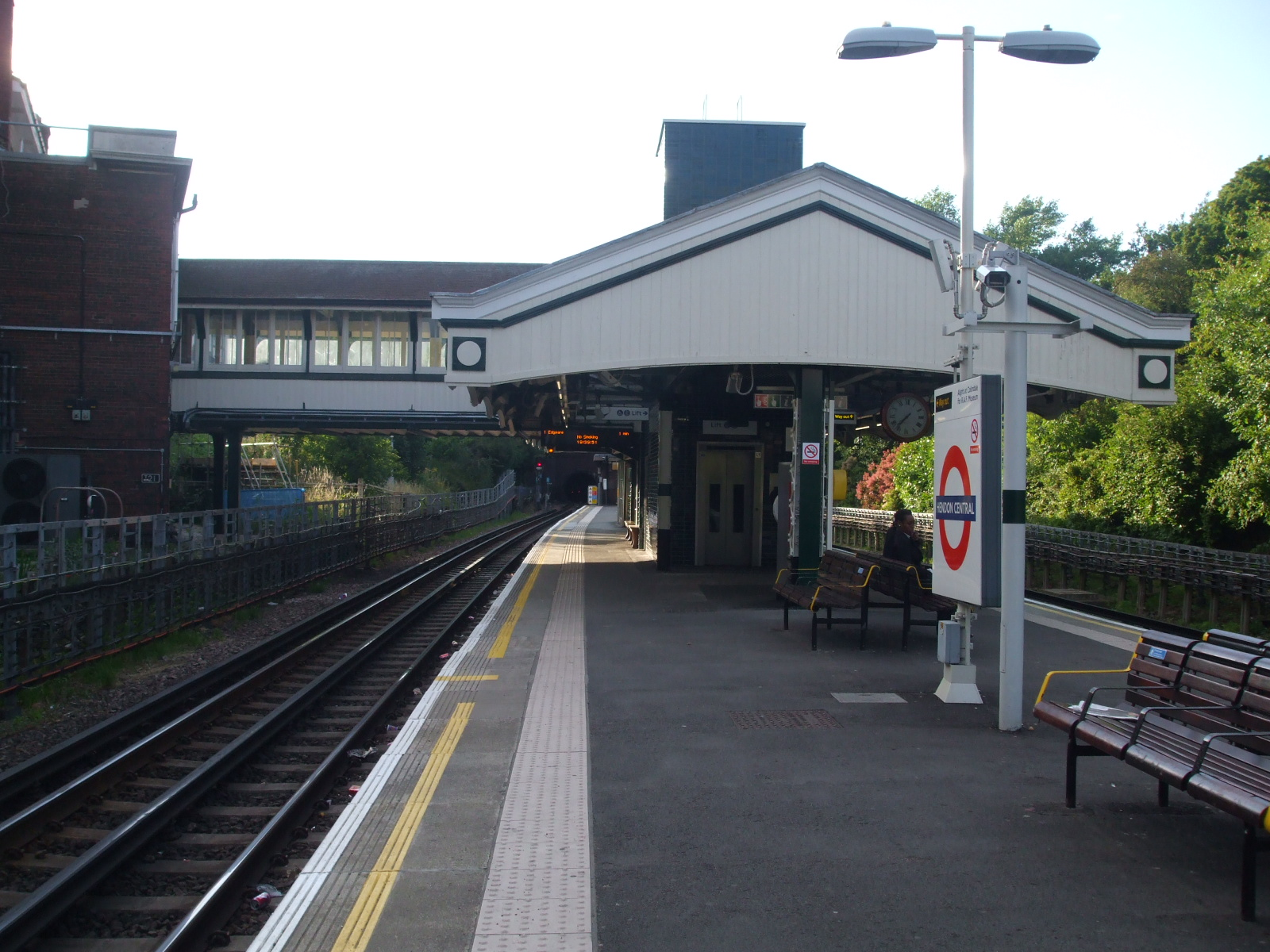
Island platform looking north, with the tunnel portal visible in the background
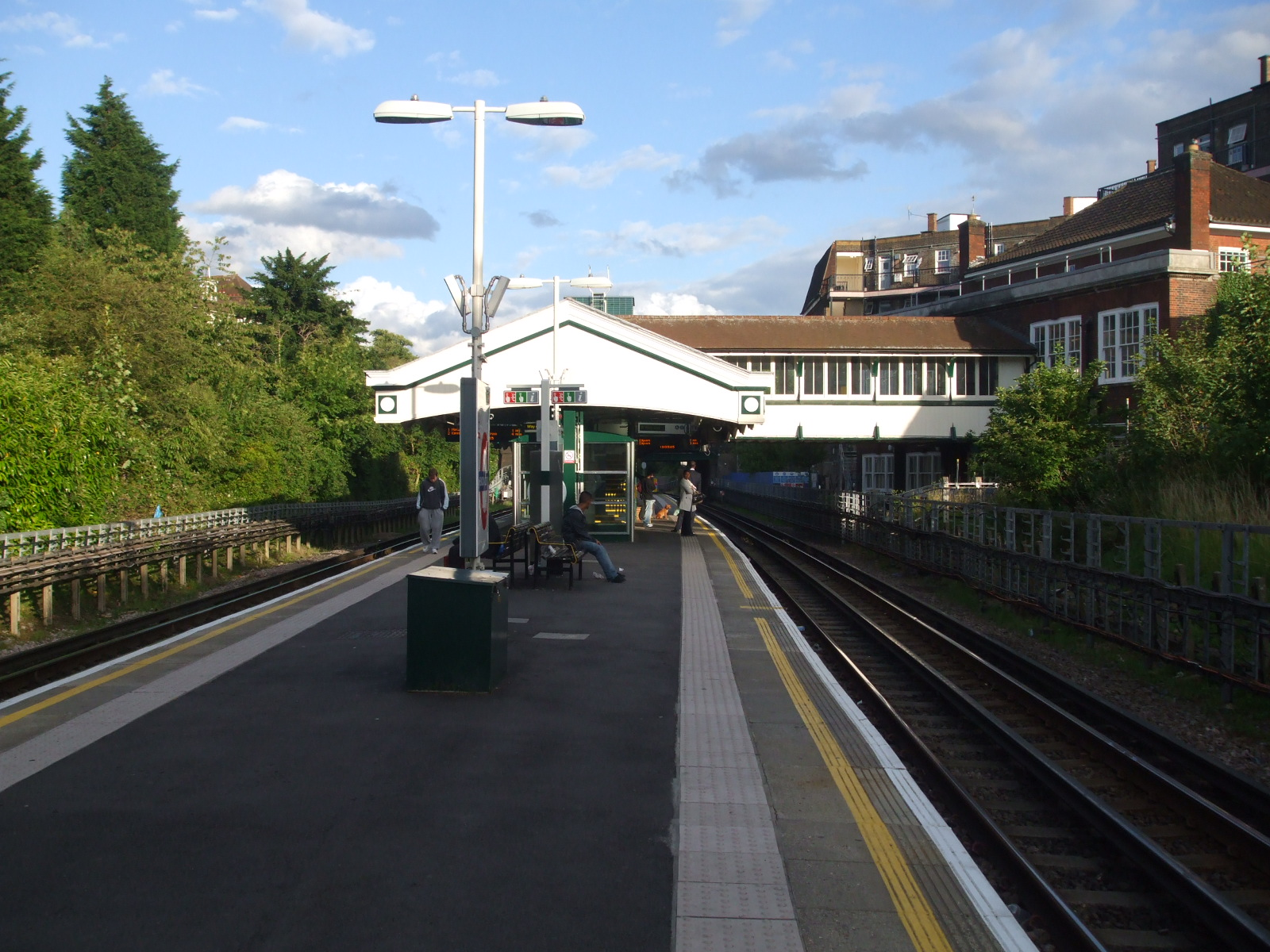
Island platform looking south
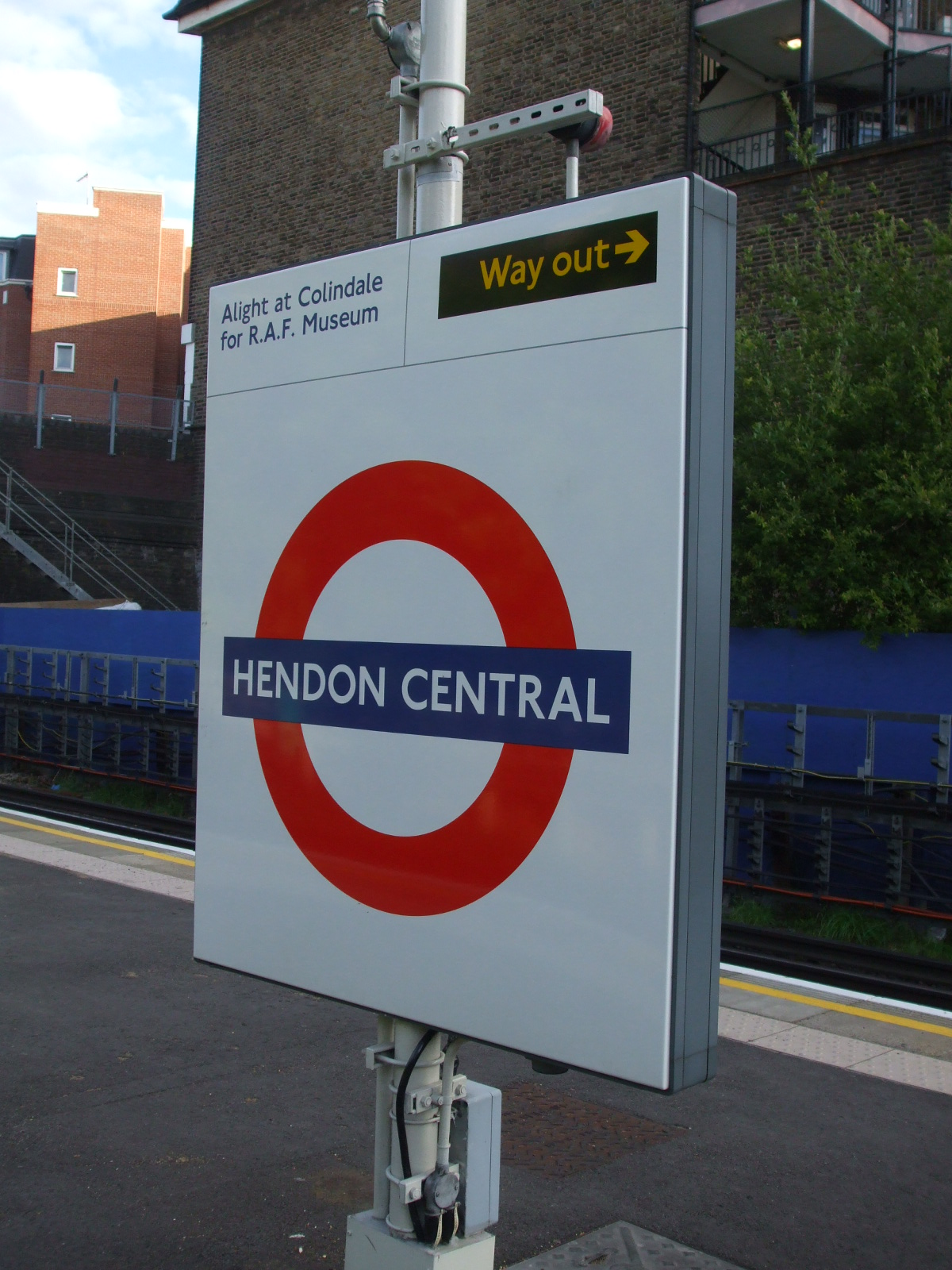
Roundel on southbound platform face, advising passengers for the R.A.F. Museum to alight at Colindale, one stop to the north
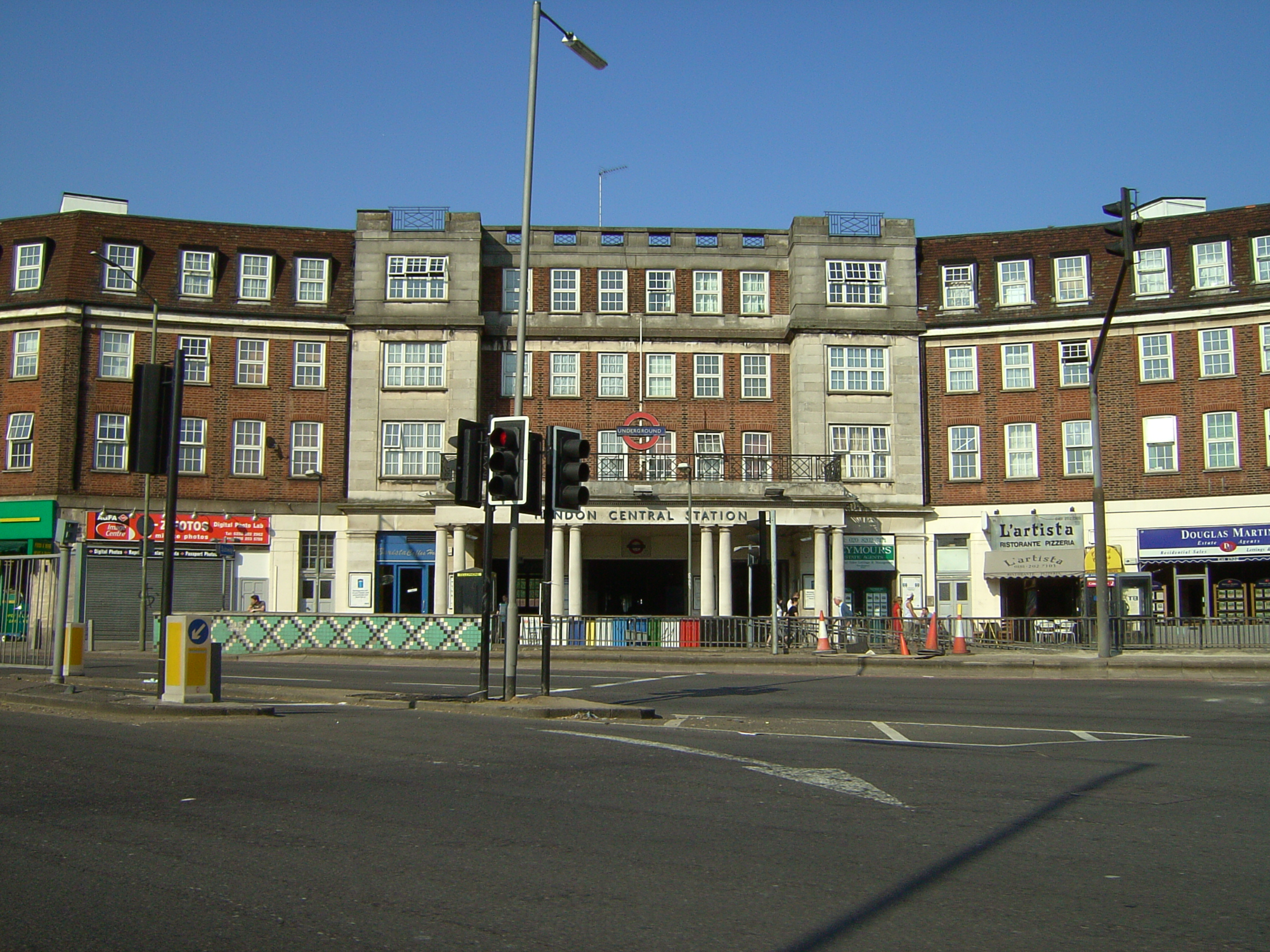
Another view of the entrance